# Mor Seck
Mor Seck (24 settembre 1985) è un mezzofondista senegalese, primatista nazionale dei 1500 metri piani sia outdoor che indoor.

## Record nazionali

### Seniores
- 1500 metri piani: 3'38"88 ( Trento, 15 luglio 2014)
- 1500 metri piani indoor: 3'42"29 ( Ancona, 22 gennaio 2012)

## Palmarès
| Anno | Manifestazione      | Sede       | Evento      | Risultato | Prestazione | Note |
| ---- | ------------------- | ---------- | ----------- | --------- | ----------- | ---- |
| 2010 | Campionati africani | Nairobi    | 800 m piani | 6º        | 1'47"61     |      |
| 2010 | Campionati africani | Nairobi    | 4×400 m     | 5º        | 3'08"94     |      |
| 2012 | Campionati africani | Porto-Novo | 800 m piani | Batteria  | 1'50"17     |      |